# 경제 불황
경제 불황(economic depression)은 하나 이상의 주요 국가 경제에서 경제 활동이 저하된 결과로 장기적인 경제 침체가 지속되는 기간이다. 경제적 불황은 악화된 일부 경제 위기가 있는 경우 특정 국가와 관련될 수 있지만 역사적으로 미국 대공황 및 여러 국가 또는 심지어 많은 국가에 존재하는 것으로 인식될 수 있는 유사한 경제적 상태를 반영한다. 경제 위기와 그에 따른 불황(경제 불황이라고 불릴 수도 있음)은 저성장에 뒤따르는 경기 둔화와 그 반대의 경제 순환의 일부라는 것이 경제학의 관점이다. 이는 경기침체 자체보다 더 심각한 경제 문제나 경기 침체의 결과로, 경제 성장의 정상적인 경기순환 과정에서 경제 활동이 둔화된다.
경제 불황은 기간이나 지속 기간으로 특징지어질 수 있으며, 실업률 증가 또는 비정상적으로 높은 실업률을 나타낼 수도 있다(예를 들어 일본에서 디지털 경제를 통합하는 데 있어 일부 문제가 발생하여 그러한 기술적 어려움이 매우 높은 실업률, 인구 간 고용의 사회적 균형 부족, 기업 수입 감소, 기타 경제적 어려움, 금융 위기의 징후가 있는 경우, 이는 은행 업무에 영향을 미치거나 은행 위기를 초래할 수 있다(예를 들어 은행의 무단 전환 등 다양한 방식으로 가능하며, 투자 및 신용의 위기를 더욱 악화시킬 수 있으며, 이는 혁신 및 신사업 투자가 줄어들거나 심지어 위축되거나 경기 침체로 인해 구매자가 고갈되고 공급업체가 생산을 줄이는 것을 반영할 수도 있다. 기술에 대한 투자, 국가 채무 불이행이나 부채 문제가 더 많이 발생할 수 있는 금융 위기, 더 나아가 공포스런 기업 파산 및 전반적인 비즈니스 둔화에 대한 투자이다. 경제 불황의 다른 나쁜 징후로는 무역 및 상업(특히 국제 무역)의 양이 크게 감소할 수 있을 뿐만 아니라 변동성이 큰 통화 가치 변동(종종 상대적인 통화 평가 절하로 인해)이 관찰된 통화 시장의 변동 또는 예상치 못한 환율이 있을 수 있다. 불황의 다른 징후로는 가격 디플레이션, 금융위기, 주식 시장 붕괴, 심지어 은행 실패, 경제 주체나 인구의 특정 행동 등이 있는데, 이는 일반적으로 경기 침체 기간 동안 발생하지 않는 불황의 공통적이거나 비일반적인 요소이다.

## 같이 보기
- 대침체
- 더블딥
- 경기후퇴
- 스태그플레이션